# Péri Györgyi
Péri Györgyi (1970. 12. 05 Budapest) magyar író és költő. Saját bevallása szerint az írást mintegy “szakmai ártalomként” kezdte.[forrás?] Kamaszéveiben rövid prózákat, 20-as, 30-as éveiben verseket írt. Munkáit antológiákban jelentette meg, illetve a 7torony online irodalmi magazinban. Írói munkásságát 2019-ben kezdte komolyabban egy írói szemináriumnak köszönhetően. Onnantól már regényírással is foglalkozott. Kiadványait Péri Penna márkanév alatt magánkiadásban jelentette meg. Fontosnak tartotta, hogy kiadványaival a képzőművészeket is segítse, így mindegyik kiadványa illusztrált. A MKMT ( A magyar könyv is magyar termék mozgalom ) tagja és az ÍróTesók csoport tagja is.  Fontos neki az írói közösség és a magyar írói életben aktív részvétel. Támogatja és népszerűsíti a magyar illusztrátorokat és munkájukat.

## Életrajz
Gyermekéveit Szekszárdon, majd Szálkán töltötte. Egészen a főiskoláig Szekszárdon is tanult, majd főiskolára Szegedre jelentkezett és járt is. Tanárként dolgozott majdnem 30 évig, emellett 3 gyermekes édesanya és válása miatt folyamatosan másodállásokat is vállalt a tanári pálya mellett. 2019-ben kipróbálta magát a szinkronszínészetben is, így a 2020-ban megjelenő könyvéhez 2021-ben maga készítette el hangoskönyvét. 2022-ben elhagyta a tanári pályát, és a Moderátor RendszerÉpítő Kft-nél vállalt adminisztrátori feladatokat, de az írói munkásságát emellett is folytatta.

## Írásai és könyvei
- 2002. Kézjegy Antológia 8.(Szerkesztette: Acsádi Rozália és Gyöngyösi Ferenc Illusztráció: Decsi Kiss János)
- 2004. Kézjegy Antológia 10. ( Szerkesztette: Acsádi Rozália és Kosztolányi Péter Illusztráció: Gáti Mariann )
- 2014. Kézjegy Antológia 20. ( Szerkesztette: Acsádi Rozália és László-Kovács Gyula Illusztráció: Ábrahám Béla )
- 2009. Héttorony 2. (Szerkesztő: Verzár Éva)
- 2009. Téltúlélők antológia (Szerkesztő: Both Gábor )
- 2020. Péri Györgyi: Aki hétszer született ( Illusztrálta: Acsádi Rozália )
- 2021. Péri Györgyi:Minden Más prózák innen-onnan ( Illusztrálta:
- 2022. Péri Györgyi: Aki reménnyel indult ( Illusztrálta: Acsádi Rozália )
- 2022. Péri Györgyi: Főnixdalok versgyűjtemény ( Illusztrálta: Tanai Guzorán Anna )
- 2023. Péri Györgyi: A fáserdei tábor rejtélye ( Illusztrálta: Szabó Katalin )
- 2023. 1001 pillanat Kortárs versek antológia ( Szerkesztő: Hanna J. Nagy )

## Elismerései és díjai
- 2021 DAID -díj jelölt 6. helyezett Aki hétszer született
- 2022 DAID-díj jelölt 4. helyezett Aki hétszer született
- 2023 MIN-díj nyertes  Aki reménnyel indult